# Ongenode Gaste
Ongenode Gaste, sinds 2011 opererend als Peter Beeker & Ongenode Gaste, is een rockband uit de Limburgse plaats Venlo en bestaat uit zanger/gitarist Peter Beeker, bassist Vincent van Haperen, drummer Jim Geurts, gitarist Jesper Driessen en hammondspeler Dick Franssen (Alquin). De Gaste spelen enkel en alleen eigen muziek, waarbij de teksten geheel in Venloos dialect zijn.

## Geschiedenis
De band bracht reeds zes albums, een aantal singles en een ep uit. Daarnaast bracht Beeker ook nog een solo-album uit. Ook verzorgde ze in 2001 de after-show van de Black Crowes in de Amsterdamse zaal Paradiso. Zanger Peter Beeker stond in november 2002 in de finale van de Grote Prijs van Nederland, en speelde in de categorie singer/songwriters drie akoestische nummers. Die nummers verschenen later op het Ongenode Gaste album 'Veur dees Nach'.
De Black Crowes is ook een groep waarmee de Ongenode Gaste qua stijl wel verwantschap voelen. Andere invloeden zijn onder meer Steve Earle, Ryan Adams, Rolling Stones en Wilco.
In 1999 bracht het platenlabel van de Amsterdamse popzaal Paradiso een single uit van de band. Het nummer 'Dees stad is te klein' kreeg landelijk enige airplay. Het eerste Album 'Arizona Stop' verscheen in 2000. Het werd uitgebracht op het Sky label van platenmaatschappij Telstar (Johnny Hoes).
De Ongenode Gaste bestond toen uit Peter Beeker zang/gitaar, Bas Vosbeek leadgitaar, Jan Willem Eleveld bas en Sander Hendrikx drums. Tussen 2002 en 2003 verlaat mede-oprichter Bas Vosbeek de band. Sander Hendrikx volgt enige tijd later.
Met vervanger John Snels (Vengeance) op drums gaan Beeker en Eleveld enige tijd als trio verder. In 2003 produceren de Ongenode Gaste met BJ Baartmans het tweede album Veur Dees Nach. Gastmuzikanten zijn Dick Franssen (Alquin) op Hammondorgel, Mike Roelofs (Mo'Jones, Arno Adams) op keyboards en Sjoerd Rutten op percussie.
Bassist Jan Willem Eleveld verlaat voor de verschijning van "Veur Dees Nach" de band. Het album wordt in januari 2004 in Perron 55 te Venlo gepresenteerd. Bassist Gerald van Beuningen (Nancy works on payday) maakt vanaf dat moment deel uit van de Ongenode Gaste. Drummer John Snels verlaat de Ongenode Gaste in 2005. Pascal Hoeken van de Roermondse band Sniffer vervangt hem. Het album 'Veur dees Nach' behaalt een hoge notering in de Limbo top 10. Zij krijgt regelmatige airplay op diverse radiostations, diverse optredens en goede kritieken in Nederland en België.
Vanaf 2007 tot 2009 bestaat de band naast Beeker uit bassist Marcel Mullenders en oudgediende drummer Sander Hendrikx. Samen nemen ze het album Raas op in Perron 55 in Venlo. Ook werd er een single ('Valentijn') opgenomen in studio (Leons Farm in de Boekend (L)). Deze single is (nog) nooit uitgebracht, maar het nummer Valentijn verscheen later wel, in een andere uitvoering, op het album Exota (2013).
In maart 2007 verschijnt de solo-debuut-ep van Beeker 'Dit Is Legaal', opgenomen met producer BJ Baartmans, met o.a. Erwin Nyhoff (The Prodigal Sons) op gitaar.
In 2011 verschijnt het album "Peter Beeker & Ongenode Gaste", waarop de band voor het eerst in de huidige bezetting te horen is. Om het nieuwe begin aan te duiden die de nieuwe band en het nieuwe album voor Beeker betekenen, wordt de bandnaam gewijzigd in Peter Beeker & Ongenode Gaste en is het album "self-titled", zoals dat ook vaak voorkomt bij debuutalbums.
Het album wordt in twee dagen opgenomen bij Steve Nijssen's Studio Trumpercussion te Venlo. Het wordt door Nijssen samen met Ongenode Gaste-bassist Vincent van Haperen geproduceerd en gemixt. Peter Beeker & Ongenode Gaste brengen het album uit op hun eigen, nieuwe opgerichte label Woo-Hoo Records, op zowel CD als LP.
Er verschijnen van het album "Peter Beeker & Ongenode Gaste" twee singles met videoclips: De eerste single is Door Ut Stof Neet Mier (2011), met een door Rob Hodselmans geregisseerde clip, opgenomen in het toen nog bouwvallige Nedinscogebouw. De tweede single is Radiostilte (2012), met een clip geregisseerd door Louk Voncken.
In 2013 verschijnt het album Exota. Voor de opname van dit album bouwen Peter Beeker & Ongenode Gaste zelf een studio in de concertzaal van Perron 55 te Venlo. Het album wordt geproduceerd door bassist Vincent van Haperen, die bijgestaan wordt door de Haagse studiotechnicus Bart Schatteleijn. Het album wordt gemixt door Van Haperen en Schatteleijn in Sing Sing Studio's in het Friese Metslawier.
Exota verschijnt bij REMusic Records. Bij dit label is ook DeWolff getekend. Ter promotie van Exota gaan Peter Beeker & Ongenode Gaste in april en mei 2013 samen met DeWolff op een landelijke clubtoer.
De tour met DeWolff resulteert in het album Gaste Live. Dat verschijnt in 2014.
De bandnaam verandert in 2015. In dezelfde samenstelling treedt het vijftal op als Ongenode Gaste.
In 2016 komt er een einde aan  de samenwerking en stopt de band onder de huidige bezetting. Ongenode Gaste  is verleden tijd en Peter Beeker gaat Solo verder.
Eind 2016 vormt hij een nieuwe band met de naam Koblenz 

## Discografie

### Albums
- Arizona Stop (2000)
- Veur Dees Nach (2004)
- Raas (2008)
- Peter Beeker & Ongenode Gaste (2011)
- Exota (2013)
- Gaste Live (2014)

### Ep's
- Zónder Gêne (2005)
- Dit Is Legaal (2007) Peter Beeker

### Singles
- Dees Stad Is Te Klein (1999)
- Door Ut Stof Neet Mier (2011)
- Radiostilte (2012)
- Laef Hard (2013)
- Bitter (2014)